# Германская оккупация Харькова (1918)
Германская оккупация Харькова 1918 года — комплекс событий в истории Харькова периода Гражданской войны, связанный присутствием в Харькове с весны по осень 1918 года германских войск.

## Вступление немцев в город
3 марта 1918 года между большевиками и немцами был подписан Брестский мирный договор, по которому территория Харьковской губернии оказывалась в зоне немецкой оккупации.
В ходе операции «Фаустшлаг» немцы продвигались на восток, и начали оккупацию Криворожского и Донецкого бассейнов. В начале апреля 1918 года немецкие отряды подошли к Харькову. 7 апреля немцы вступили в город со стороны улицы Екатеринославской. В городе до последнего находилось правительство ДКР, Артём и его сподвижники покинули здание городского совета только тогда, когда немцы заняли Южный вокзал.
Правительство Донецко-Криворожской Советской Республики переехало сначала в Луганск, а затем 28 апреля 1918 года эвакуировалось в Царицын через уже охваченную антикоммунистическим восстанием Область Всевеликого Войска Донского (так называемый «Поход на Царицын»).

## Утверждение власти гетманата Скоропадского в Харькове
Вместе с немцами в Харьков вступил Запорожский корпус под командованием полковника УНР П. Болбочана, который при согласии генерала Зураба Натиева назначил временным харьковским губернским военным комендантом (с исполнением обязанностей губернского комиссара) командира 4-го Запорожского полка имени Богдана Хмельницкого полковника А. А. Шаповала.
Члены Центральной Рады похитили крупного киевского банкира, главу Русского для внешней торговли банка Абрама Доброго, и перевезли его в Харьков, где содержали под арестом — по одним данным, в гостинице, по другим — в Холодногорской тюрьме. Данное похищение министрами Рады человека, через банк которого шли финансовые операции оккупационных войск с Рейхсбанком, вызвало возмущения немецкого командующего на Украине Германа фон Эйгхорна.
Немедленно германское командование осуществило 28 апреля 1918 года арест членов Центральной Рады в Киеве, и 29 апреля была утверждена власть гетмана П. Скоропадского. Первые достоверные сведения об этом перевороте привёз в Харьков профессор А. Л. Погодин, заведующий финотделом губернского земства. Возвратившись из Киева в ночь с 1 на 2 мая, он дал обширное интервью харьковской прессе. 3 мая харьковские газеты опубликовали «Грамоту» гетмана Скоропадского, согласно которой восстанавливались в полном объёме и все распоряжения бывшего Украинского правительства, и отменялись распоряжения Временного Правительства. Вечером того же дня собралась на чрезвычайное заседание городская дума, преимущественно высказавшая доверие новоизбранному гетману.
С 3 по 9 мая в Харькове многократно вводился комендантский час с ограничением перемещения по городу. 11 мая в Харьковском оперном театре собрался губернский съезд Союза хлеборобов (политической партии, которая привела к власти Скоропадского) под руководством её харьковских первых лиц: князя Голицына и Сасс-Титовского. Общее собрание хлеборобов Харьковской губернии выразило свою поддержку «создавшейся на Украине твердой власти».

## Гетманский Харьков
Историк С. Волков приводит в своей работе описание Харькова в мае 1918 года одним из добровольцев:

Харьков, где в те дни (май 1918 года) жизнь била ключом, представлял собой разительный контраст умирающей Москве. Бросалось в глаза обилие офицеров всех рангов и всех родов оружия, фланирующих в блестящих формах по улицам и наполнявших кафе и рестораны. Их веселая беспечность не только удивляла, но и наводила на очень грустные размышления.

Летом 1918 года в гетманском Харькове находилось около 12 000 офицеров, существовала сильная офицерская организация, в «батальоне» которой состояло около тысячи человек. Кроме того, имелись списки ещё около 2 тысяч проживавших в городе офицеров, не посвящённых в организацию, но считавшихся надёжными. Похожие, но более мелкие организации существовали в других городах Харьковской губернии.
Летом 1918 года Харьков стал одним из первых городов, где прошла всенародная панихида по убиенному царю Николаю Второму. Она состоялась по инициативе полковника Б. Штейфона и его единомышленников, и была поддержана ближайшим сподвижником П. Скоропадского графом Ф. Келлером, проживающим тогда в Харькове. Заупокойную литургию в один из воскресных дней июля 1918 года отслужил митрополит Харьковский Антоний Храповицкий (будущий первоиерарх Русской Православной Церкви за границей). После литургии харьковское духовенство при большом стечении народа отслужило на Соборной (нынешней Университетской) площади панихиду по Государю.
Полковник Штейфон накануне панихиды заехал в автомобиле за графом Ф. А. Келлером, чтобы вместе отправиться в собор, и так написал об этом дне:

Ф. А. был при орденах, я тоже. Наш проезд по Сумской улице и Николаевской площади, то есть по самым многолюдным местам, привлек общее внимание.
После литургии духовенство проследовало на Соборную площадь … Панихида на Соборной площади произвела сильное впечатление. Площадь эта являлась традиционным местом былых парадов, торжеств. И невольно вспоминались иные дни, иные картины, с воспоминаниями о которых отождествлялось недавнее величие нашей Родины.
И живым воплощением близкого прошлого являлась фигура графа Келлера. Средь огромной толпы, в мундире и орденах Императорской Армии, престарелый и величественный, на голову выше других, он так ярко олицетворял величие и блеск Империи!
С тяжелой душевной болью сознавалось, что русские люди на русской земле могли свободно молиться о русском царе только потому, что город был занят вражескими войсками. Какая ужасная нелепость жизни!
По окончании панихиды граф Келлер мог лишь с трудом пробраться к автомобилю. Толпа обезумела: люди плакали, крестили графа, старались дотронуться до его мундира, шашки… Всенародно, но, увы, поздно, каялись в вольных или невольных прегрешениях перед покойным Государем, перед загубленной, поверженной в уныние, ещё недавно великой Россией…
Потрясенные возвращались мы домой. Молчали. Да и что мы могли сказать друг другу в те минуты, когда так остро, так больно переживали национальное горе, национальный позор?

При гетманате в Харькове стоял немецкий гарнизон. Командующим немецкими войсками в Харькове являлся генерал Менгельбир.

## Уход немцев из Харькова, ликвидация гетманской власти
Революция ноября 1918 года в Германии вывела немцев из Первой мировой войны, что привело к завершению немецкой оккупации территории Украины. В 10-х числах ноября 1918 года немецкие войска начали покидать Харьков. Разрозненные, разбросанные по всей Украине, гетманские силы, оставшись без немецкой поддержки, были застигнуты врасплох. Одни соединения просто разбегались, другие, понимая безнадежность сопротивления, признавали власть Директории. Власть в Харькове временно перешла к корпусу Болбочана.
1 января 1919 года в городе произошло Харьковское январское восстание, закончившееся поражением войск Директории, и 3 января 1919 года в городе была установлена Советская власть (ДКР, с конца февраля — УССР), продержавшаяся до 24 июня 1919 года.
Германские войска полностью покинули территорию Харьковской губернии в январе 1919 года.